# Shona-Skulpturen

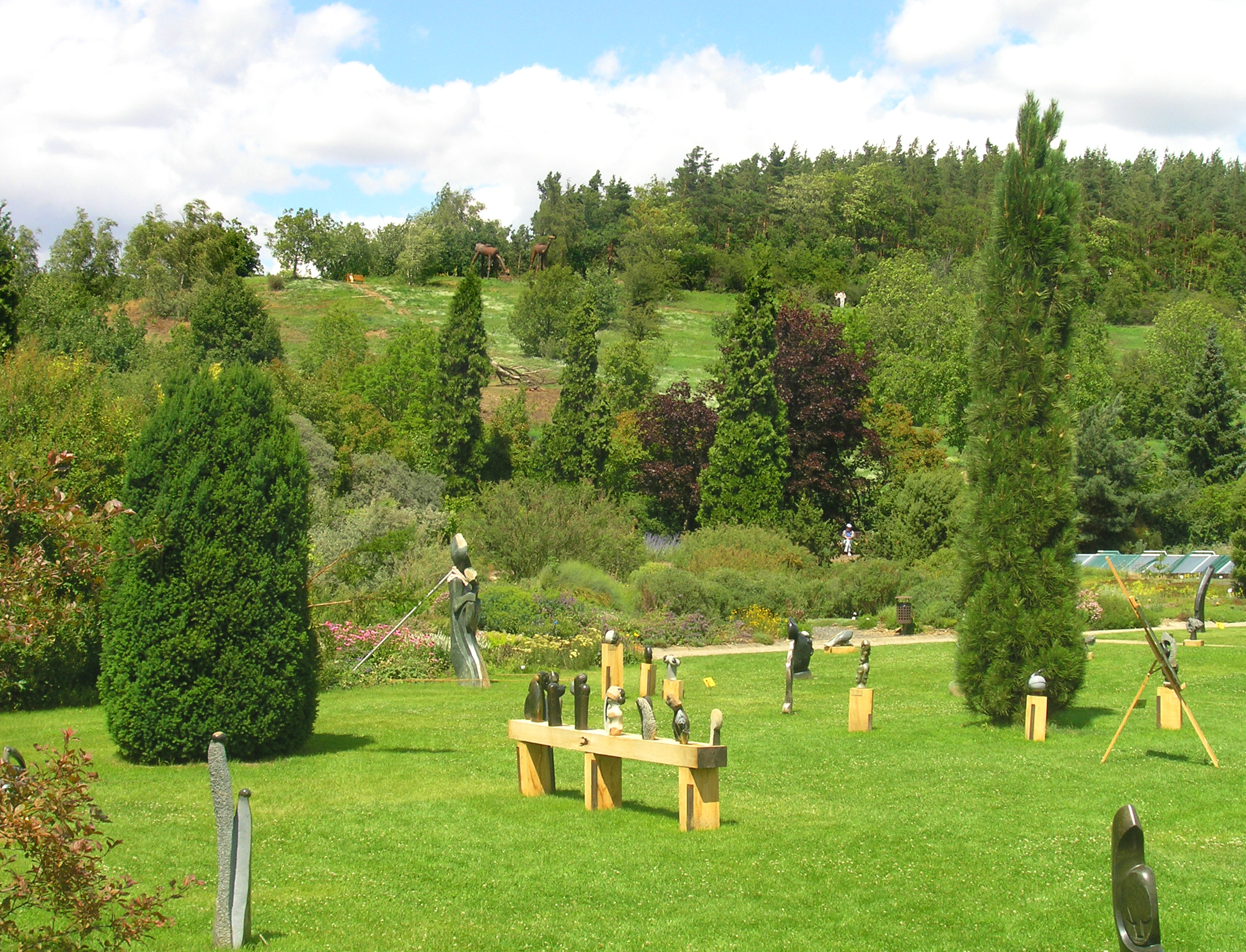
Shona-Skulpturen in Prag

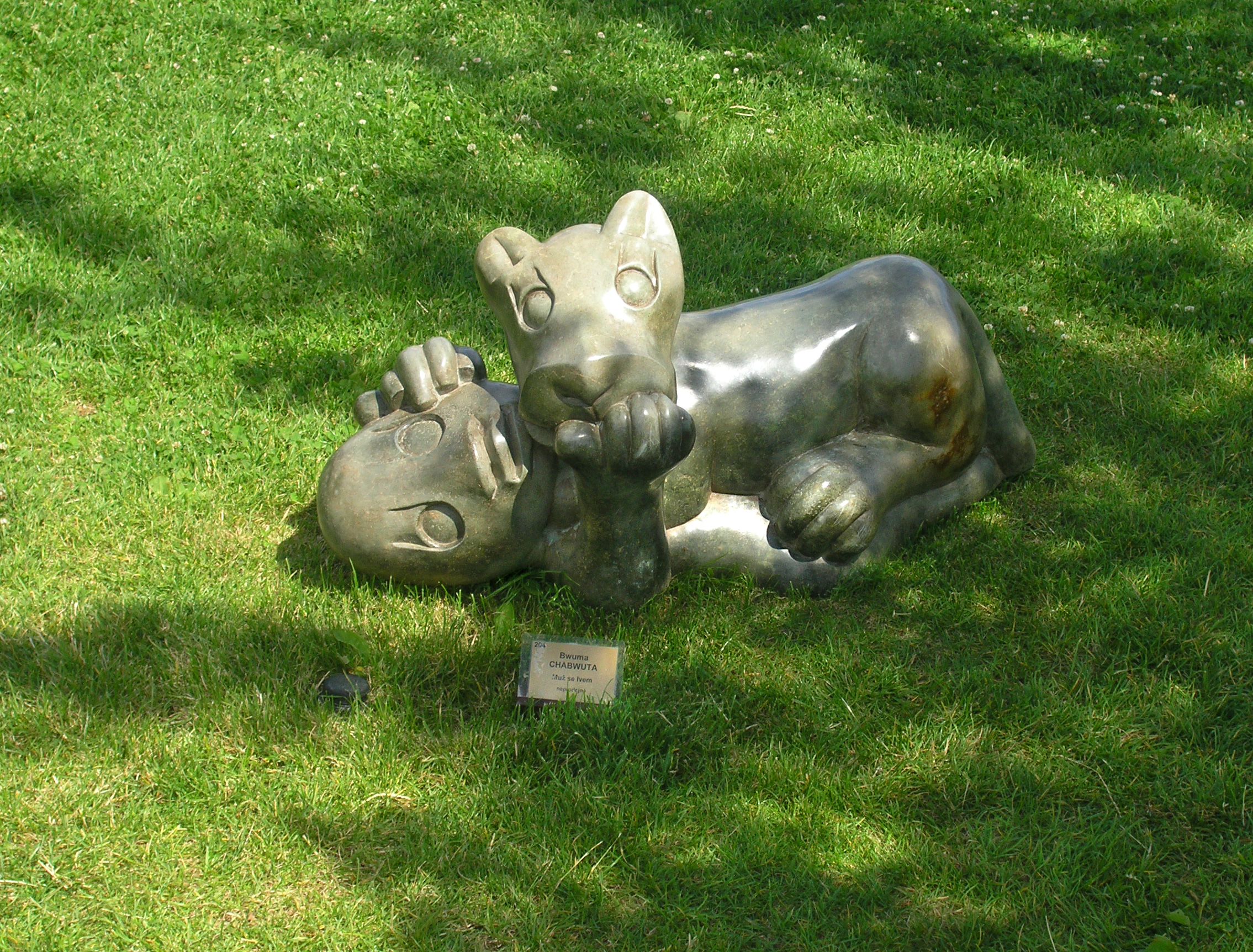
Plastik aus Simbabwe (Künstler: Bwuma Chanwuta)

Shona-Skulpturen ist die Bezeichnung für Bildhauerarbeiten der älteren und zeitgenössischen afrikanischen Kunst. Sie umfasst expressive Skulpturen aus Stein, besonders aus Serpentinit bzw. Verdit, die Menschen, Tiere und Fabelwesen darstellen.

## Begriff
Fast drei Viertel der Bevölkerung des heutigen Simbabwe und früheren Rhodesien werden als Shona bezeichnet. Tatsächlich handelt es sich dabei um sechs Hauptvölker, die Kore Kore, Zezuru, Katanga, Manyika, Ndau und Rozvi, die teilweise auch in benachbarten heutigen Staaten siedeln. Sie gehören alle zur Sprachgruppe der Bantu-Völker, können aber ethnologisch nicht als ein Volk bezeichnet werden. Die Bezeichnung „Shona“ wurde im 19. Jahrhundert vom Stamm der Ndebele, der zweitgrößten Bevölkerungsgruppe, als eine Art geringschätziger Sammelbegriff für alle Nicht-Ndebele-Völker geprägt und von den Kolonialmächten übernommen. Die gemeinsame Sprache, heute eine der offiziellen Landessprachen Simbabwes, wurde als Verkehrssprache in Wort und Schrift von Missionaren erst in den 1930er-Jahren eingeführt. Auch Künstler anderer Ethnien, z. B. der Chewa, arbeiten heute als Bildhauer in Simbabwe.

## Entwicklung, Geologie
Die Shona-Bildhauerei ist eine wiederbelebte Künstlerbewegung, die in den 1950er- bis 1960er-Jahren im damaligen Rhodesien, dem heutigen Simbabwe, entstanden ist. Der Begründer des neuzeitlichen Skulpturenschaffens ist Joram Mariga aus der Ortschaft Nyanga. Er begann mit der künstlerischen Steinbearbeitung 1958. Der Direktor der Nationalgalerie im damaligen Salisbury, Frank McEwen, förderte diese Aktivitäten. Dadurch entwickelte sich die Steinbildhauergruppe in diesem Ort.

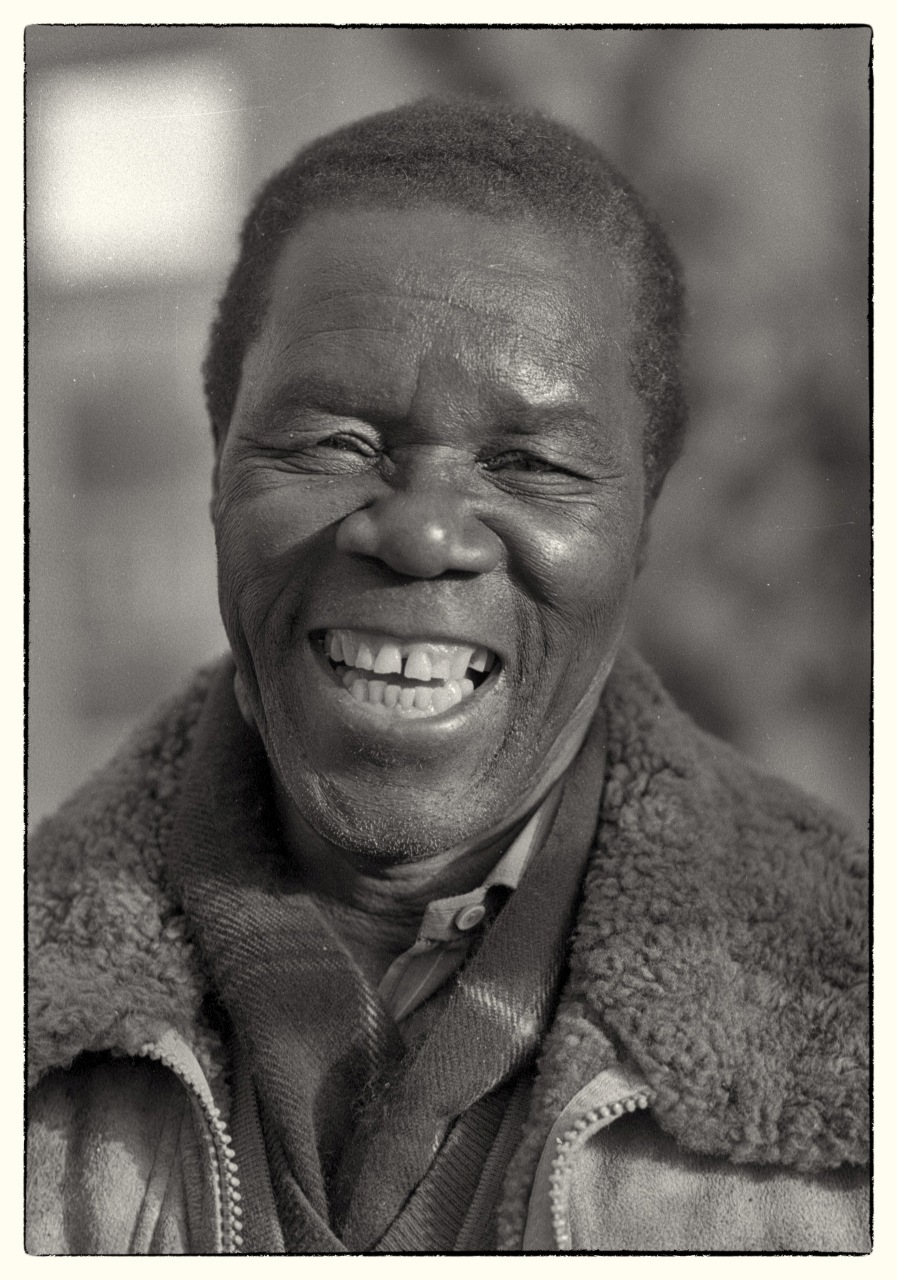
Joram Mariga 1994 im Botanischen Garten, Frankfurt/M.

Tom Blomefield, ein ehemaliger Bergmann aus dem Chromerzbergbau und in Johannesburg geboren, ging aus beruflichen Gründen nach Simbabwe. In Tengenenge gründete er 1966 auf seiner aufgegebenen Tabakfarm eine Künstlerkolonie, von der aus die damit verbundene Künstlerbewegung weltweite Verbreitung fand. Die Siedlung Tengenenge liegt im nördlichen Landesteil, in der Provinz Mashonaland Central, etwa 19 Kilometer westlich der Kleinstadt Centenary.
McEwen kaufte 1967 die Vukutu-Farm (östlich von Harare) und begann mit einem ähnlichen Projekt, das sich konkurrierend entwickelte. Trotzdem blieb Tengenenge das primäre Zentrum.
Die künstlerische Bearbeitung von Serpentinit und anderen Gesteinen wird auch in anderen Regionen des Landes betrieben. Im südlichen Afrika werden bestimmte Arten von phyllosilikatischen Gesteinen, die eine Form der Grünschieferfazies sind und im Zusammenhang mit Serpentinitmassen stehen, Verdit genannt. Die Verditlagerstätten von Simbabwe liegen bei der Lokalität O’Briens. Speckstein wird von den Künstlern ebenfalls verwendet und tritt bei Nyanga, Mutare, Masvingo und Kwekwe auf.

## Verbreitung
Aus Feldarbeitern wurden Künstler, deren Ruhm heute über die Grenzen Afrikas hinausreicht. Die modernen Shonaplastiken sind innerhalb weniger Jahrzehnte weltweit bekannt geworden. Die erste Gruppenausstellung erfolgte 1962 innerhalb des International Congress of African Culture in Salisbury (heute Harare). Weitere Präsentationen folgten 1968 in Lusaka, Kampala und New York, in Paris 1971 und in London 1972.
Simbabwische Steinplastiken – verallgemeinernd auch als Shona-Skulpturen bezeichnet – wurden sowohl in renommierten Museen und Galerien der Welt ausgestellt, so im Museum of Modern Art in New York, dem Centre Pompidou und dem Musée Rodin in Paris, dem Museum für Völkerkunde in Frankfurt a. M., auf der Biennale in Venedig oder der Expo 2000 in Hannover, als auch von spezialisierten Galerien vor allem in USA und Europa professionell vermarktet.
Verkaufsausstellungen werden von Galerien in Zusammenarbeit mit den simbabwischen Kunst- und Galeriezentren vorzugsweise in Botanischen Gärten, Schlossparks und auf afrikanischen Kulturfestivals in Europa organisiert.

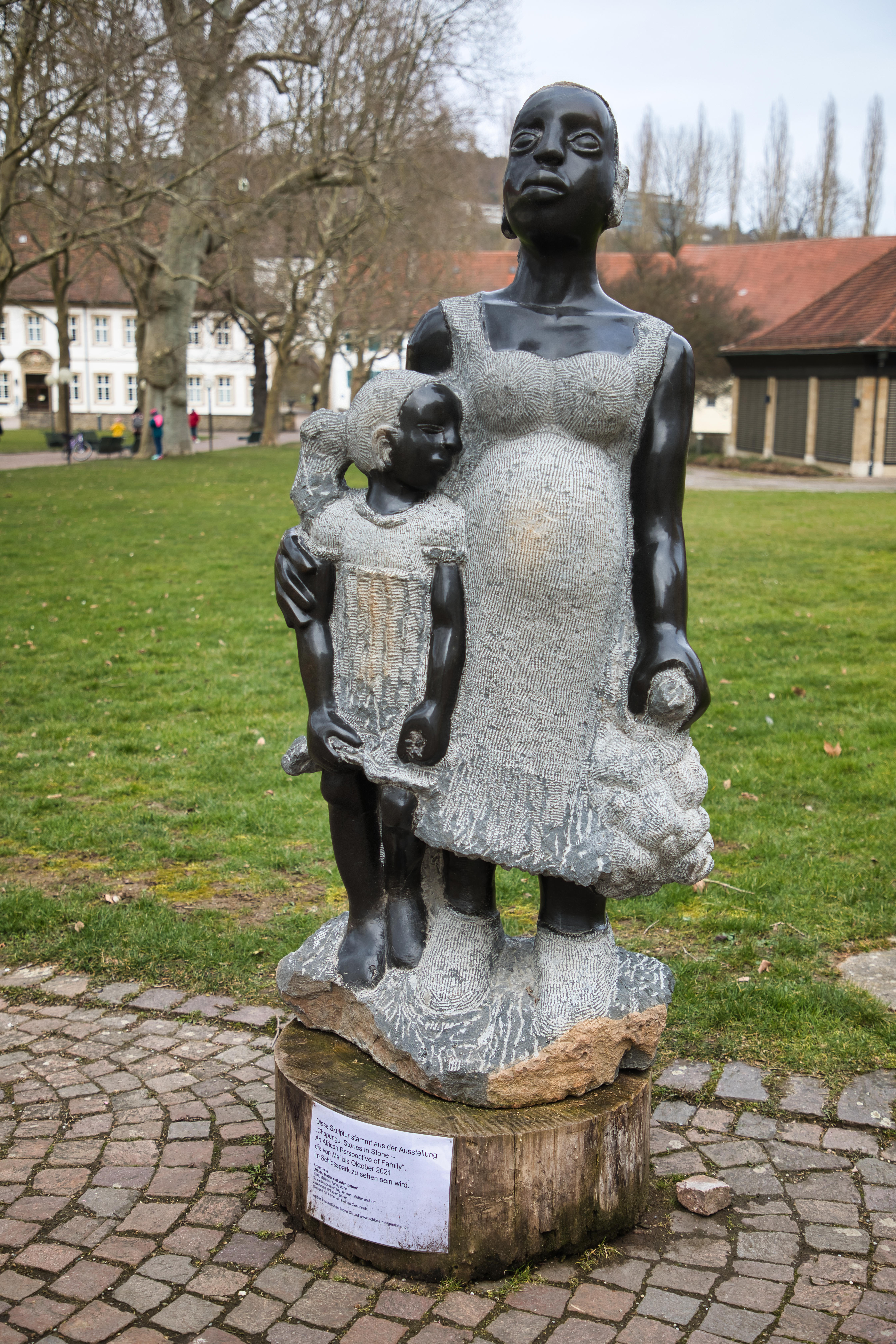
„Mit der Mutter einkaufen gehen“ von Arthur Fata in Bad Mergentheim
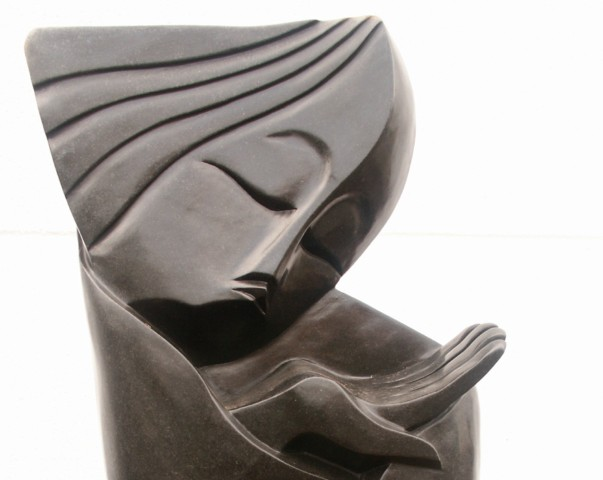
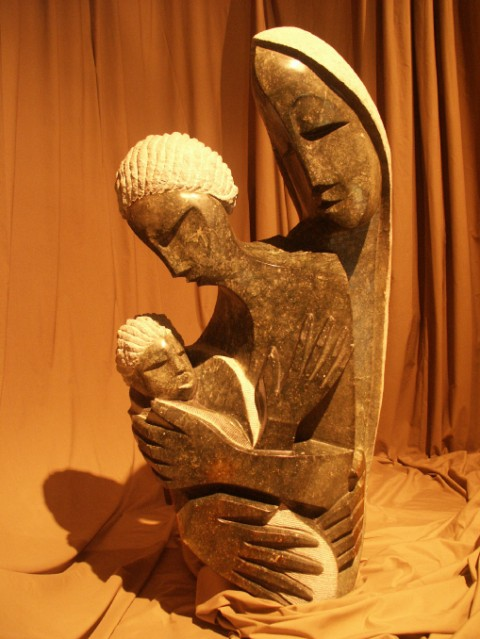
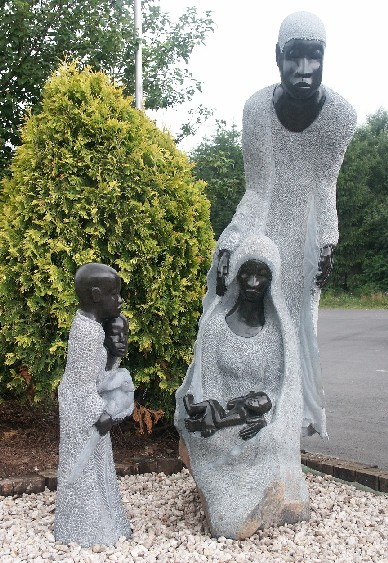
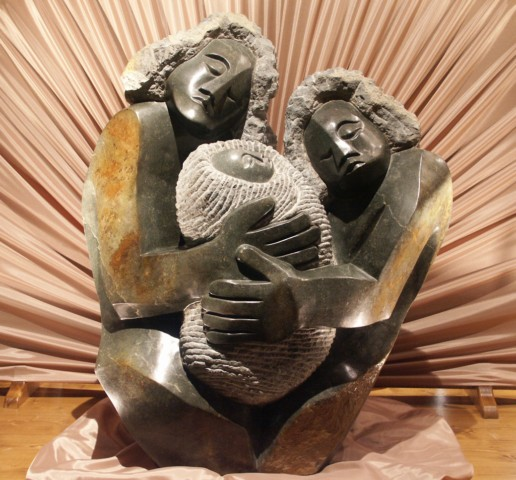